# Brailleliga
De Brailleliga is een Belgische vereniging zonder winstoogmerk ter ondersteuning van personen met een visuele handicap.

## Geschiedenis
Na de Eerste Wereldoorlog was de nood groot om hulp te bieden aan gewonde soldaten die bijvoorbeeld blind geworden door een gasaanval. In 1920 startten de blinde dames Elisa Michiels en Lambertine Bonjean een klein comité dat zich bezighield met de omzetting van teksten in braille met oog op het samenstellen van een bibliotheek voor visueel gehandicapten. Op 5 september 1922 beslisten ze om zich als vzw te vestigen waarvan de statuten verschenen in het Belgisch Staatsblad van 22 september 1922.
In 1929 werd een werkplaats opgericht voor stoelenmatten, borstelmakerij, mandenvlechten en houtkap. In 1930 werd vanuit een bekommernis om de mobiliteit van de blinde en slechtziende personen aanzienlijke kortingen bekomen op de tarieven van het openbaar vervoer. In 1933 start de organisatie een afdeling voor het trainen van geleidehonden om de verplaatsingen van blinden te vergemakkelijken. In 1936 werd de Sociale dienst opgericht om blinde of slechtziende personen op te sporen en te steunen.
Na een herziening van haar statuten in 1948 neemt de vereniging haar huidige naam aan: Brailleliga - Nationale inrichting voor het welzijn van de blinden en organiseert dat jaar de eerste "Week van de blinde", de huidige "Week van de Brailleliga" om het publiek te informeren. De Liga, die voornamelijk gefinancierd wordt door giften, lanceert in 1951 de jaarlijkse Grote Tombola, die meer dan 8% van haar noden financiert. In 1990, dankzij de inkomsten van de Tombola richt de Brailleliga de allereerste Brailleclub op in Brussel, met de bedoeling om via de vrijetijdsbesteding de integratie te bevorderen.
In 1953 zet Koningin Elizabeth het nationaal karakter van de instelling in de verf door te fungeren als beschermvrouw. In de jaren zestig ontwikkelt de Brailleliga de opleidingsdiensten: de Dienst Beroepsoriëntering en Beroepsopleiding in 1961, de Beroepsopleidingscentra (zowel voor Nederlandstaligen als voor Franstaligen) die aangepast zijn aan visueel gehandicapte personen in 1969.
In 2006 werd er een stichting opgericht om de activiteiten van de Liga te ondersteunen. De Stichting Brailleliga werd erkend als stichting van openbaar nut door een koninklijk besluit van 19 april 2006. Haar doelstellingen zijn in hoofdzaak dezelfde als die van de Brailleliga. De Stichting voegt daar de zorg voor preventie en de ondersteuning van het wetenschappelijk onderzoek nog aan toe.

## Activiteiten
Hun hele leven lang kunnen de personen met een handicap een beroep doen op de Brailleliga om hen te helpen bij:
- het leren gebruiken van een witte stok, het zich leren oriënteren, koken, lezen, schrijven in braille en het bekomen van een geleidehond;
- informeren over de technische hulpmiddelen (beeldschermloepen, brailleleesregels, spraakweergave) en de aanschaf van ander aangepast materiaal (sprekende horloges, meetlint met voelbare merktekens, sprekende thermometer, aangepaste gsm, enz.)
- het nemen van stappen om te kunnen genieten van sociale en fiscale voordelen, die aan personen met een handicap toegekend worden;
- hun studiekeuze, hun beroepsopleiding en het vinden van een baan rekening houdend met de visuele handicap;
- het inlezen van documenten op cd's;
- het uitoefenen van creatieve en leerrijke hobby's;
- het vinden van spelletjes, aangepast aan hun visuele handicap;
- het verkrijgen van psychologische bijstand.
- het beheer van het Vogelmuseum en Braillemuseum